# Durchgangslager Fossoli

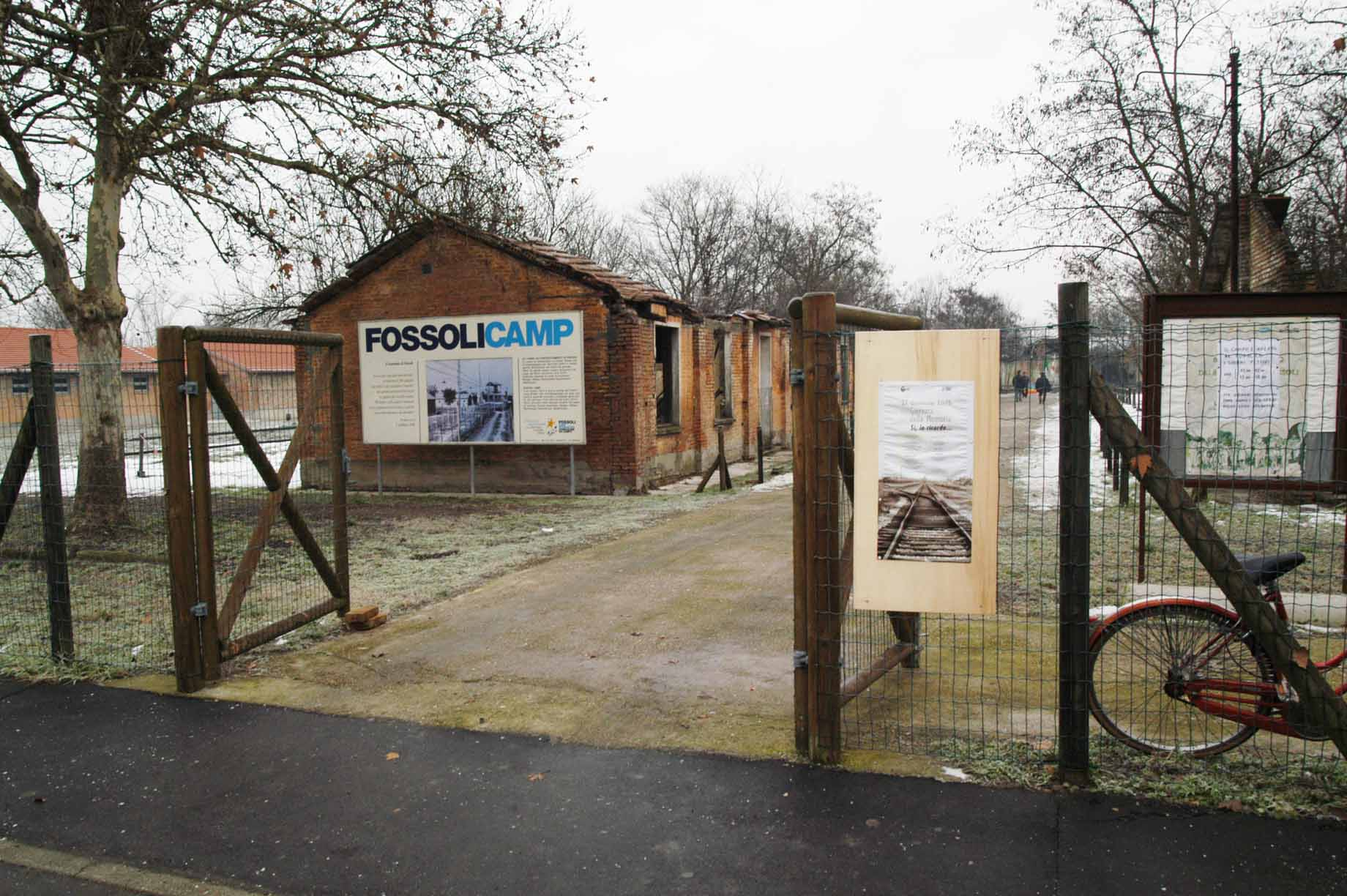
Gedenkstätte Durchgangslager Fossoli

Das Lager Fossoli (sprich: Fóssoli) beim früheren Dorf Fossoli (heute ein nördlicher Stadtteil von Carpi) in der Provinz Modena, Italien, bestand aus zwei Teilen, dem etwa 9 Hektar umfassenden sogenannten „Campo Vecchio“ (Altes Lager) an der Via dei Grilli und südlich angrenzend und mit Wassergraben und Zaunanlagen davon getrennt dem Campo Nuovo (Neues Lager) an der Via Remesina Esterna mit etwa 6 Hektar. Es war von 1942 bis 1970 in Betrieb, je nach Zeitraum zu anderen Zwecken.
Besondere zeitgeschichtliche Bedeutung erhielt es 1944 als sogenanntes Durchgangslager Fossoli, auch Dulag Fossoli, ein Durchgangslager und Ausgangspunkt vieler Deportationen italienischer Juden in deutsche Vernichtungslager.

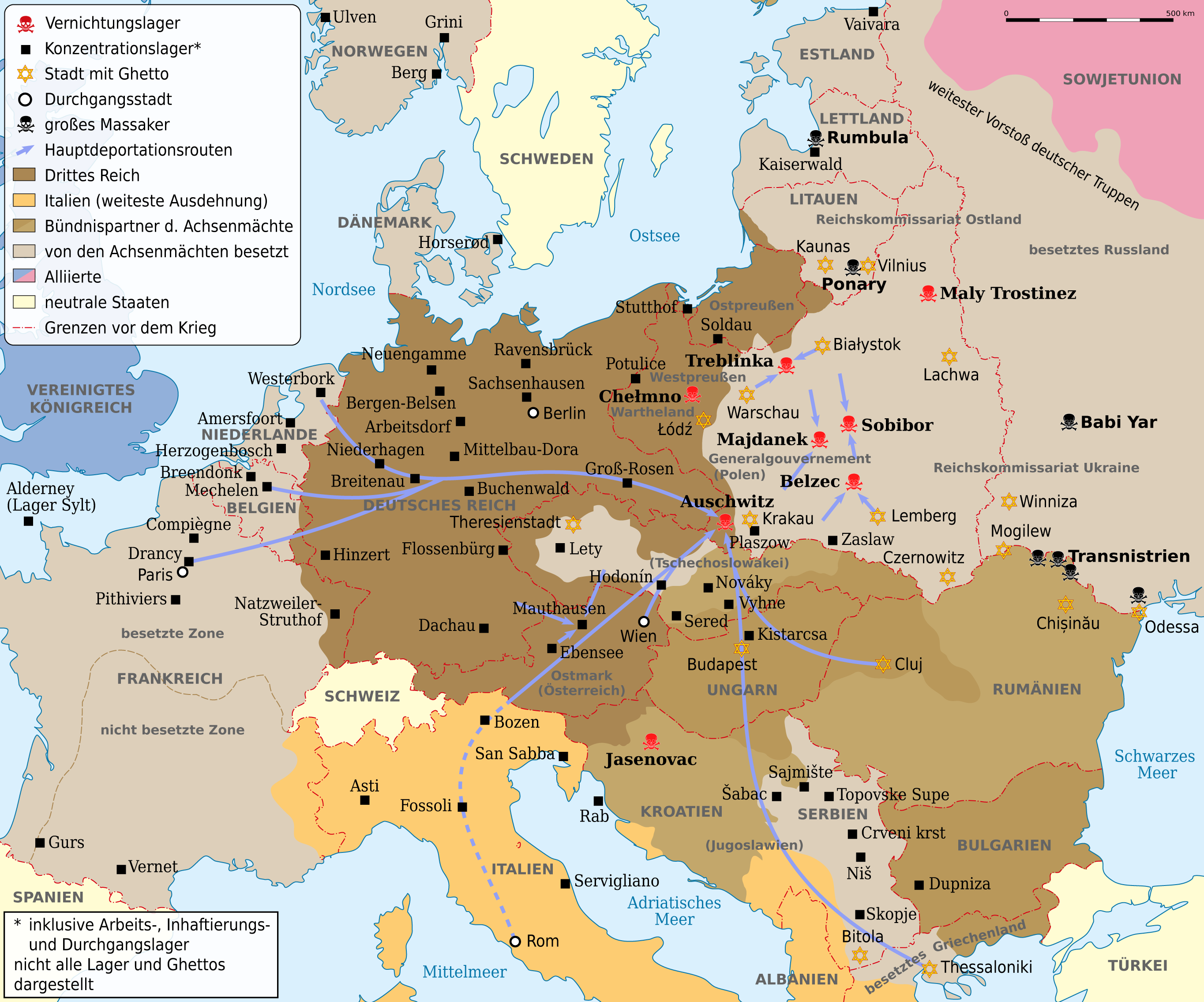
Konzentrationslager und Deportationsrouten im Zweiten Weltkrieg

## Während des Zweiten Weltkriegs

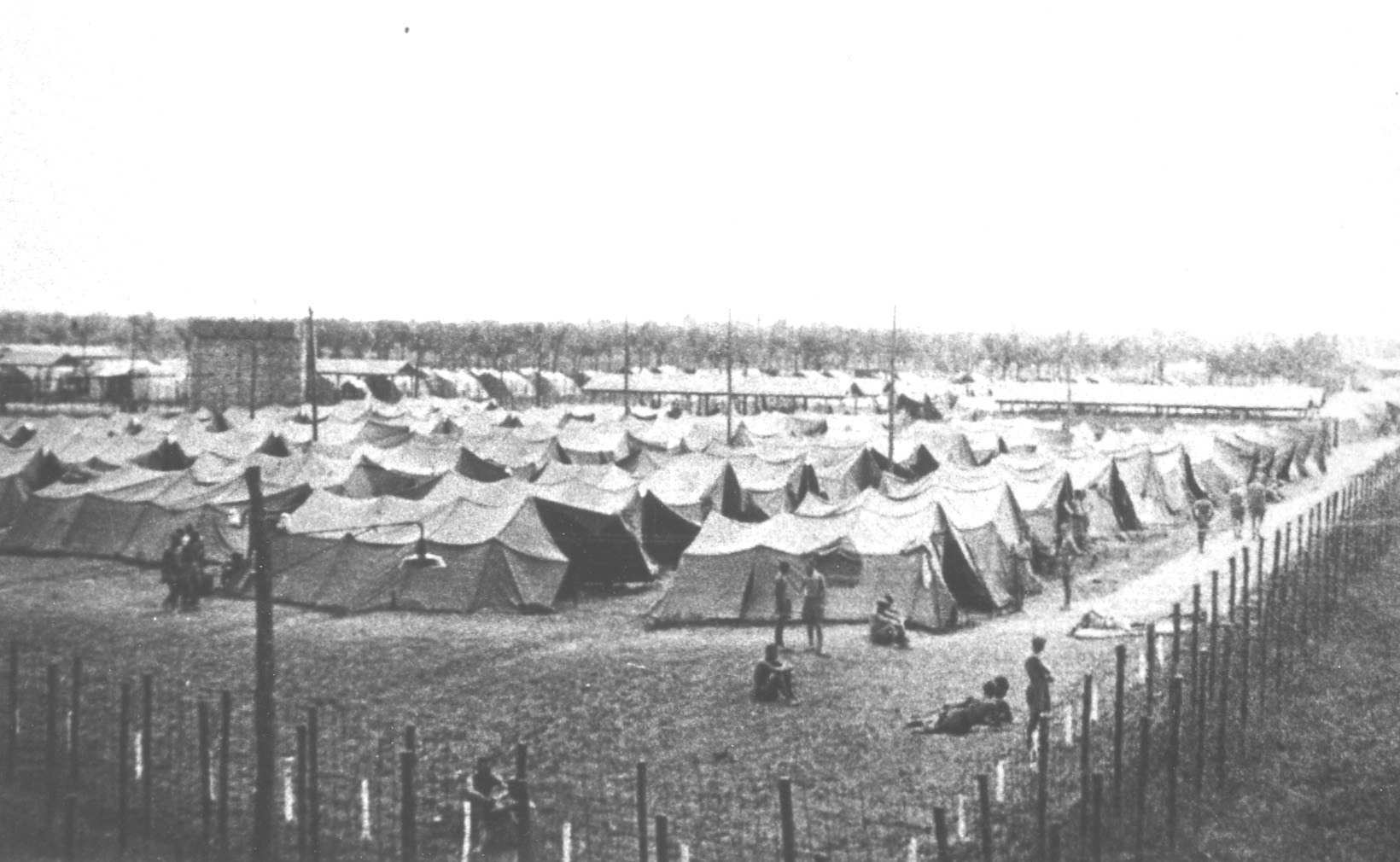
Kriegsgefangenenlager Fossoli 1942

### Kriegsgefangenenlager
Auf Anweisung des VI. Armeekorps von Bologna vom 30. Mai 1942 richtete das damals mit dem NS-Staat verbündete Königreich Italien einige km nordöstlich des Orts mit dem „Campo PG Nr. 73“  das Kriegsgefangenenlager Nr. 73 ein. Das später als „Campo Vecchio“ (Altes Lager) bezeichnete Lager bestand ab Juni 1942 aus 191 Zelten und nahm zunächst 1800 britische, neuseeländische und australische Kriegsgefangene auf, die in Nordafrika in deutsche Hände gefallen waren. Im italienisch besetzten Teil Frankreichs (Provence und Korsika) unter anderem von der Organizzazione di Vigilanza e Repressione dell’Antifascismo (OVRA) verhaftete französische und italienische Widerstandskämpfer und Geiseln kamen ebenfalls nach Fossoli.

### Internierungslager für italienische Oppositionelle
Nach der alliierten Landung auf Sizilien und dem Waffenstillstand von Cassibile vom 8. September 1943 trat Italien aus dem Bündnis der Achsenmächte aus und erklärte seinerseits Deutschland den Krieg, worauf die deutsche Besetzung Italiens durch Einheiten von Wehrmacht und Waffen-SS erfolgte. Im Unternehmen Eiche wurde der gefangen gesetzte Mussolini befreit, der dann als Chef der sogenannten Repubblica Sociale Italiana (RSI) von Salò am Gardasee aus einen deutsch kontrollierten Marionettenstaat im nordöstlichen Teil Italiens regierte.
Die Kriegsgefangenen aus dem Nordafrikafeldzug wurden nach Deutschland verlegt. In das „Campo Vecchio“ kamen politische Gefangene und italienische Soldaten, die sich weigerten, in die Armee des faschistischen Salò-Regimes einzutreten.

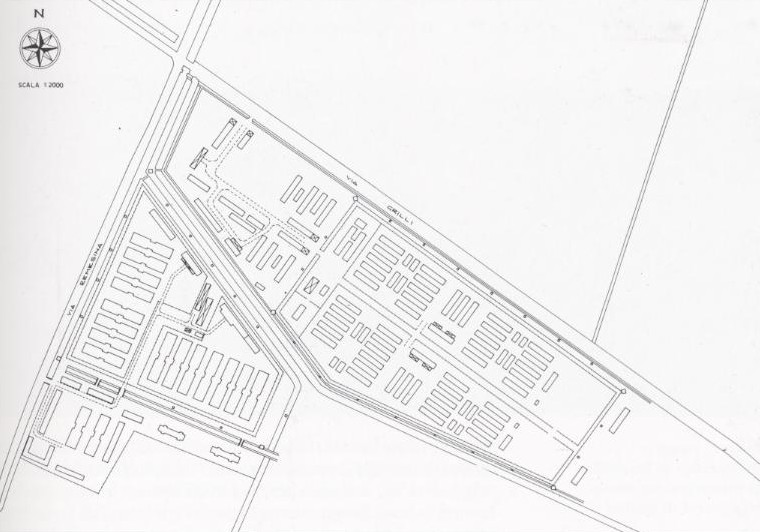
Lagerplan

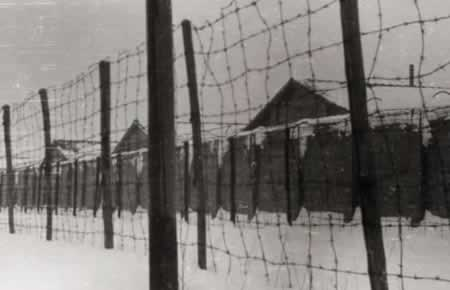
Lager für jüdische und politische Häftlinge 1944

### Nationales Konzentrationslager für Juden
Ende September 1943 ließ die inzwischen unter deutscher Militärprotektion von Mussolini ausgerufene italienische Sozialrepublik zusätzlich zu bereits vorhandenen etwa 20 Holzbaracken weitere 60 Baracken in Steinbauweise im sogenannten Campo Nuovo errichten.
Am 14. November 1943 bei der Versammlung der republikanisch-faschistischen Partei in Verona wurden Juden grundsätzlich zu Angehörigen einer Feindnation erklärt (Manifest von Verona) und verloren ihre italienische Staatsangehörigkeit. Der Innenminister der Republik Guido Buffarini Guidi verfügte mit der Polizeiweisung Nr. 5 vom 30. November 1943 die Verhaftung aller Juden durch die italienischen Behörden und deren Einweisung in sog. Provinzkonzentrationslager (campi provinciali). Am 5. Dezember 1944 wurde Fossoli zum „Nationalen Konzentrationslager“ der RSI erklärt, um die Juden zu internieren. Die Bewachung übernahm die Miliz der Sicherheitspolizei der RSI. Im Dezember 1943 befanden sich etwa 100 Juden im Lager.

### Polizeihaft- und Durchgangslager
Ziel der Maßnahme war für die deutschen Sicherheitsorgane die sogenannte Endlösung der Judenfrage d. h. der Weitertransport in Vernichtungslager. Fossoli bot sich mit seiner strategischen Lage an der Eisenbahnhauptverbindung von Süden nach Norden als günstiger Standort für ein Durchgangslager an.
Folgerichtig übernahm der deutsche Befehlshaber der Sicherheitspolizei und des SD (BdS) in Verona Wilhelm Harster (1904–1991) Anfang März 1944 das Campo di Fossoli als „Polizeihaft- und Durchgangslager“ in seine Zuständigkeit.
Die italienische Leitung des Gesamtlagers hatte de facto keinen Einfluss mehr auf diesen Lagerteil; das 40 Mann starke italienische Bewachungspersonal blieb ebenfalls; allerdings kamen sechs deutsche SS-Männer (Ukrainer) als „Verstärkung“ hinzu.
Die italienische Sozialrepublik RSI behielt über ihre Präfektur Modena die Verantwortung für das „Campo Vecchio“ mit den nicht für die Deportation vorgesehenen politischen Häftlingen. Die Bewachung dieses Teils war Aufgabe der italienischen Polizei.
Im Mai 1944 teilten die Besatzer das für Deportationen geschaffene Campo Nuovo in einen Teil für politische Gefangene (meist Resistenzakämpfer) und einen für jüdische Häftlinge bzw. andere „minderwertige Rassen“. Das maximale Fassungsvermögen belief sich auf 2500 bis 3000 Personen. Das sogenannte Judenlager war durch einen Zaun vom übrigen Bereich getrennt.
Kommandant des Durchgangslagers wurde SS-Untersturmführer Karl Friedrich Titho. Die Leitung des Schutzhaftlagers für politische Gefangene übernahm SS-Hauptscharführer Hans Haage.
Hatte ein Lager Kapazitätsgrenzen erreicht, gab der von Adolf Eichmann mit der Organisation der Judenvernichtung im besetzten italienischen Machtbereich beauftragte Friedrich Boßhammer (1906–1972) in Abstimmung mit dem Lagerleiter Titho den Befehl, einen Deportationszug bereitzustellen.
So stellte Boßhammer schon am 19. und 22. Februar – also noch zur Zeit der italienischen Lagerverantwortung – die ersten beiden Züge nach Bergen-Belsen und Auschwitz-Birkenau zusammen.
Zwischen November 1943 und Ende 1944 durchliefen etwa 5000 Gefangene, unter ihnen über 3000 Juden, das Lager Fossoli. Die Deportationszüge mit italienischen Juden hatten meist das Ziel Auschwitz-Birkenau (5 Transporte), ein Transport mit nicht-italienischen Juden ging nach Bergen-Belsen. Die italienischen politischen Gefangenen wurden auf Befehl von Boßhammers Gestapo-Kollegen, dem SS-Sturmbannführer Friedrich Kranebitter, vor allem in das Konzentrationslager Mauthausen, teilweise auch nach Buchenwald und Ravensbrück deportiert. Weitere Ziele waren Dachau und Flossenbürg.
Omnibusse eines italienischen Unternehmens brachten die Gefangenen unter Begleitung von Carabinieri und Mitgliedern der Schutzpolizei zum 6 km entfernten Bahnhof, wo ihre Deportation in geschlossenen Güterwagen begann. Bereits im zweiten Transport vom 22. Februar 1944 (nach Auschwitz) befand sich der Chemiker und Schriftsteller Primo Levi, der den Holocaust durch glückliche Umstände überlebte und dessen Bericht über Fossoli und die Deportation nach Auschwitz in seinem Buch „Se questo è un uomo?“ (Ist das ein Mensch?) zu den eindrucksvollsten Zeitdokumenten gehört.
Die Überlebenschancen der Deportierten waren ansonsten gering. Von etwa 1000 Juden, die insgesamt am 30. Juni Auschwitz erreichten, entgingen nur 180 Häftlinge der Selektion und damit der unmittelbaren Vernichtung. Aus dem letzten RSHA-Transport nach Auschwitz, der mit 523 Juden Fossoli am 26. Juni 1944 verließ, überlebten gerade einmal 40.
Willkür und Schikanen, die bis zum vorsätzlichen Mord reichten, griffen nicht nur gegen die Juden um sich. Nach einem Partisanenangriff, bei dem in Genua sieben deutsche Soldaten ums Leben kamen, wurden 70 politische Gefangene auf einem nahe gelegenen Schießplatz als Repressalie erschossen.
Am 5. April, am 16. Mai und am 26. Juni 1944 verließen Fossoli erneut Transporte nach Auschwitz. Weitere fuhren am 16. und 19. Mai nach Bergen-Belsen ab. Kurz bevor das Durchgangslager wegen der Frontlage aufgelassen wurde, ließ Boßhammer in Eigeninitiative auch diejenigen Juden, die als „jüdische Mischlinge“ oder in so genannter Mischehe verschont worden waren, nach Auschwitz, Buchenwald, Ravensbrück oder Bergen-Belsen schaffen.

### Verlagerung nach Bozen-Gries
Im Sommer 1944 war die Front von Süden weiter herangerückt und die Provinz Modena zur Operationszone der Alliierten geworden. Die Luftangriffe und der verstärkte Druck der Partisanen machten Verwaltung und Kontrolle des Lagers immer schwieriger. Deshalb beschloss die deutsche Führung am 2. August 1944, das eigentliche Dulag Fossoli aufzugeben und weiter nach Norden in das neu eingerichtete Polizei- und Durchgangslager Bozen-Gries zu verlagern. Am 21. Juli und 6. August deportierte man den Rest der verbliebenen Häftlinge und das Wachpersonal (zusammen etwa 100 Personen) nach Bozen.
Fossoli diente aber noch weiter als Zwischenstation für Oppositionelle, die zur Zwangsarbeit nach Deutschland bestimmt waren. Wegen der alliierten Luftangriffe wurde das Lager im November 1944 nach Gonzaga verlegt.

## Nach Kriegsende

### Flüchtlingslager
Nach dem Ende des Krieges verwendete die Polizei von Modena das Campo nuovo von August 1945 bis Mai 1947 als Sammelstelle für Flüchtlinge sowie jüdische Überlebende des Holocaust, die auf ihre Rückführung warteten. Die Beziehungen der dort versammelten Menschen untereinander und nach außen war nach den Berichten nicht einfach, da sie in der Regel nur als unerwünscht betrachtet wurden. In dem unübersichtlichen Konglomerat trafen sogar Juden mit ihren früheren Verfolgern und Peinigern zusammen.
Bereits im Jahr 1946 wurde das „Campo Vecchio“ abgerissen und die Fläche anschließend landwirtschaftlich genutzt.

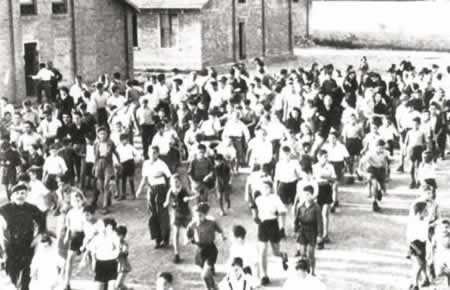
Die Kinder von Nomadelfia

### Commune Nomadelfia
Im Mai 1947 besetzte der aus Carpi stammende Geistliche Don Zeno Saltini die Anlage für seine Organisation „Piccoli Apostoli“ und es entstand nach seinen Vorstellungen die Kommune „Nomadelfia“ für elternlose Kinder und Kriegswaisen. Sie erreichte zum Zeitpunkt ihrer größten Ausdehnung 700 Kinder bzw. unter Einschluss der Erwachsenen 1000 Personen.
Nach einer Weile beschloss die italienische Regierung (vor allem das Ministerium des Innern unter Mario Scelba), das Experiment eines mit einem starken sozialen Engagement vermischten Christentums („comunismo evangelico“ genannt) abzubrechen. Don Zeno war nicht zuletzt wegen schwerer Verschuldung gezwungen, Fossoli zu verlassen. Im August 1952 zog die Kommune auf ein von der Gräfin Maria Giovanna Albertoni Pirelli zur Verfügung gestelltes Landgut in Grosseto.

### Villaggio San Marco
Von 1953 bis in die späten 1960er Jahre nahm das jetzt Villaggio San Marco genannte Lager italienische Umsiedler auf, die auf Druck der sozialistischen jugoslawischen Tito-Regierung im sogenannten „istrischen-“ oder „julisch-dalmatinischen Exodus“ ihre Heimat auf dem Balkan aufgegeben hatten.

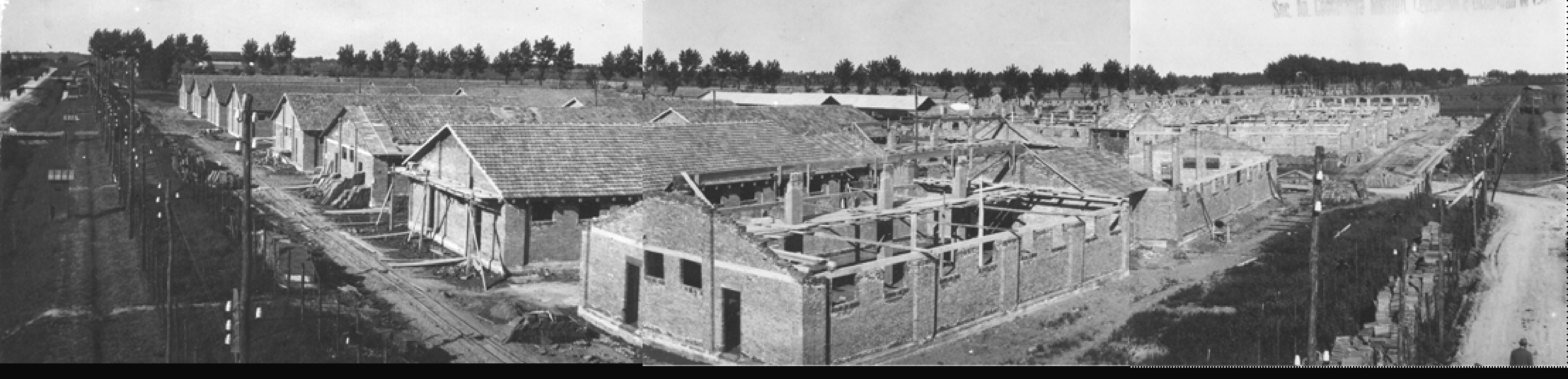
Durchgangslager Fossoli

### Gedenkstätte
Die Eröffnung eines Erinnerungsmuseums und Dokumentationszentrum für die Deportierten in Carpi im Jahr 1973 regte die Stadt an, das Gelände des ehemaligen Lagers Fossoli zu erwerben, was dann dank eines Sondergesetzes im Jahr 1984 kostenlos möglich wurde. Seit 1996 kümmert sich die „Stiftung ehemaliges Lager Fossoli“ um die Wiederherstellung von Teilen des ehemaligen Campo Nuovo.

## Verbrechen
Fossoli war zwar kein Tötungs-, sondern ein Internierungs- und Durchgangslager, aber insofern ein wesentlicher Bestandteil der nationalsozialistischen Tötungsmaschinerie für Juden und Partisanen im besetzten Italien. Die brutale Lagerführung verübte mehrfach Übergriffe und Verbrechen, die nach der Ermordung des Partisanenführers Leopoldo Gasparotto im Massaker auf dem Schießplatz Cibeno wenige Kilometer südlich des Lagers am 12. Juli 1944 gipfelten, bei dem 67 Gefangene von der SS erschossen wurden. Die örtlichen Hauptverantwortlichen SS-Untersturmführer Karl Friedrich Titho und SS-Hauptscharführer Hans Haage entkamen wegen politischer Rücksichtnahmen der beiden Natomitglieder Italien und Deutschland der Strafverfolgung.